# Hochtaunuskreis
Hochtaunuskreis är ett distrikt (Landkreis) i södra delen av det tyska förbundslandet Hessen.

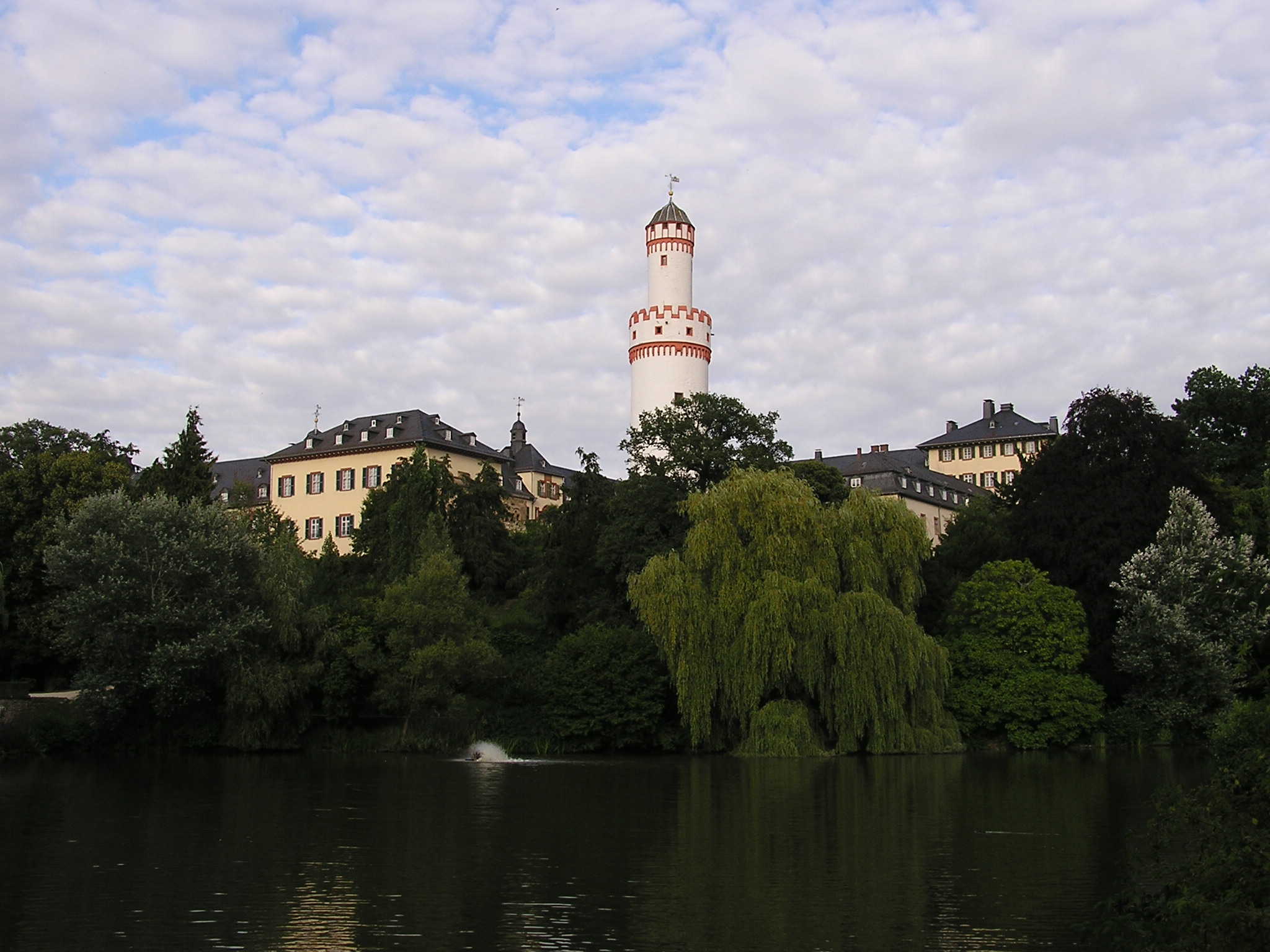
Bad Homburg

- Wikimedia Commons har media som rör Hochtaunuskreis.

1. ↑  hämtat från: italienskspråkiga Wikipedia.[källa från Wikidata]
2. ↑  läs online, statistik.hessen.de .[källa från Wikidata]
3. ↑  läs online, www.destatis.de .[källa från Wikidata]